# Paul Verschuren
Paul Verschuren (Breda, 26 marzo 1925 – Helsinki, 19 febbraio 2000) è stato un vescovo cattolico olandese.

## Biografia
Monsignor Paul Verschuren nacque a Breda il 26 marzo 1925.

### Formazione e ministero sacerdotale
Nel 1943 conseguì il diploma liceale e poco dopo entrò nell'ordine dei Sacerdoti del Sacro Cuore di Gesù.
Il 19 marzo 1950 fu ordinato presbitero. Venne poi inviato a Roma per studi. Nel 1951 conseguì la licenza in teologia e nel 1954 il dottorato in diritto canonico. In seguito operò come docente nei seminari del suo ordine. Nel 1960 si laureò in giurisprudenza.

### Ministero episcopale
Il 21 aprile 1964 papa Paolo VI lo nominò vescovo coadiutore di Helsinki e titolare di Acque Sirensi. Ricevette l'ordinazione episcopale il 16 agosto successivo dal vescovo di Helsinki Willem Petrus Bartholomaeus Cobben, coconsacranti il vescovo di Breda Gerardus Henricus De Vet e quello di Stoccolma John Edward Taylor. Partecipò alle ultime due sessioni del Concilio Vaticano II. Il 29 giugno 1967 succedette alla medesima sede.
Il grande lascito del suo episcopato è l'introduzione e l'attuazione dei decreti conciliari nella sua diocesi. Dalla sua chiara identità cattolica contribuì in modo significativo allo sviluppo dell'ecumenismo nella Chiesa.
Fu presidente della Conferenza episcopale della Scandinavia dal 1973 al 1978 e dal 1986 al 1998 e membro della Congregazione per l'evangelizzazione dei popoli dal 1967 al 1972. Un momento saliente del suo tempo come vescovo è la visita di Papa Giovanni Paolo II ad Helsinki.
Dal 4 al 6 giugno 1989 la sua diocesi ricevette la visita di papa Giovanni Paolo II.

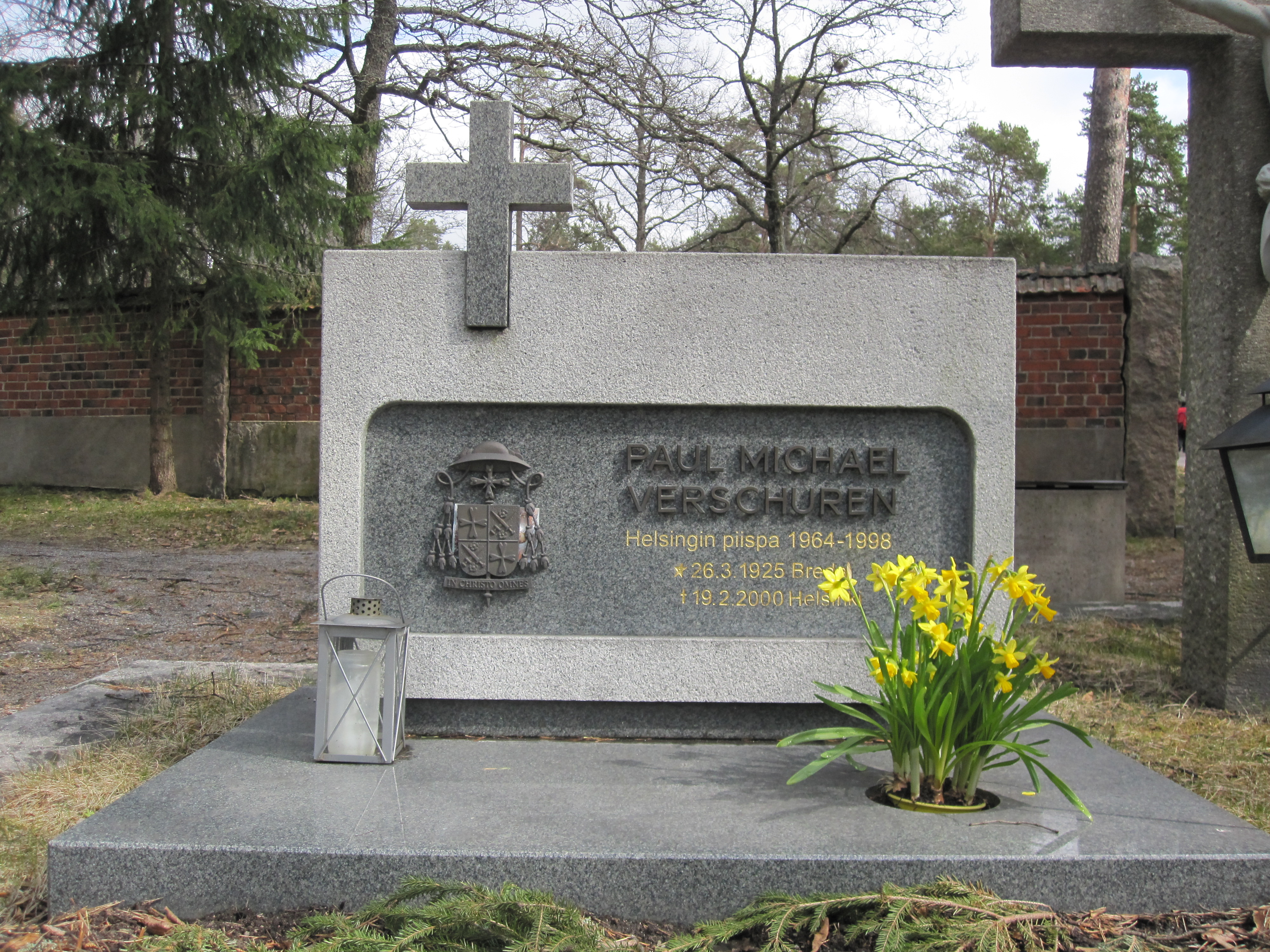
Tomba di monsignor Paul Verschuren nel cimitero cattolico di Turku.

Il 14 agosto 1998, dopo che gli fu diagnosticata una forma incurabile e in fase terminale di leucemia, salutò la sua diocesi con una lettera commovente e chiese al papa di liberarlo dal suo ufficio. Il 18 settembre successivo papa Giovanni Paolo II accettò la sua rinuncia al governo pastorale della diocesi per motivi di salute. Visse la sua malattia come un ultimo modo per prepararsi alla morte e incontrare Nostro Signore. In una delle sue ultime conversazioni disse che ciò che rimane alla fine è l'amore che le persone si mostrano l'un l'altro e la grazia di Dio.
Morì a Helsinki il 19 febbraio 2000 all'età di 74 anni circondato dai confratelli Jan Aarts e Wieslaw Swiech e da alcuni amici intimi. Le esequie si tennero il 29 febbraio alle ore 10 nella cattedrale di Sant'Enrico a Helsinki. È sepolto nel cimitero cattolico di Turku.

## Genealogia episcopale
La genealogia episcopale è:
- Vescovo Johannes Wolfgang von Bodman
- Vescovo Marquard Rudolf von Rodt
- Vescovo Alessandro Sigismondo di Palatinato-Neuburg
- Vescovo Johann Jakob von Mayr
- Vescovo Giuseppe Ignazio Filippo d'Assia-Darmstadt
- Arcivescovo Clemente Venceslao di Sassonia
- Arcivescovo Massimiliano d'Asburgo-Lorena
- Vescovo Kaspar Max Droste zu Vischering
- Vescovo Cornelius Ludovicus van Wijckerslooth van Schalkwijk
- Arcivescovo Joannes Zwijsen
- Vescovo Franciscus Jacobus van Vree
- Arcivescovo Andreas Ignatius Schaepman
- Arcivescovo Pieter Mathijs Snickers
- Vescovo Gaspard Josephus Martinus Bottemanne
- Arcivescovo Hendrik van de Wetering
- Vescovo Pieter Adriaan Willem Hopmans
- Vescovo Willem Petrus Bartholomaeus Cobben, S.C.I.
- Vescovo Paul Verschuren, S.C.I.